# Madison Beer
Madison Elle Beer (* 5. März 1999 in Jericho, Long Island, New York) ist eine US-amerikanische Sängerin. Aufmerksamkeit erlangte sie durch Justin Bieber, der ihre YouTube-Videos bei Twitter bekannt machte. Mit ihrer Debüt-EP As She Pleases erreichte sie erstmals die US-amerikanischen Charts. Sie steht beim Plattenlabel „Epic Records“ unter Vertrag.

## Leben
Madison Beer ging in Jericho zur Schule und startete später mit Privatunterricht. Ihre Eltern trennten sich und ihr Vater Robert heiratete wieder. Wegen des Karriereanfangs von Madison zogen sie und ihre Eltern nach Los Angeles. Beer hat einen jüngeren Bruder namens Ryder, der als Model aktiv ist. Sie ist Jüdin und aschkenasischer Abstammung.

## Karriere

### Bis 2013: Musikalische Anfänge
Beer begann Anfang 2012, Cover-Versionen bekannter Songs auf ihrem YouTube-Kanal hochzuladen. Nachdem der kanadische Musiker Justin Bieber den Link zu ihrem Cover des Liedes At Last von Etta James auf Twitter geteilt hatte, erhielt sie starke Aufmerksamkeit. Bieber ermöglichte ihr die Unterzeichnung eines Plattenvertrags bei Island Records, dem Label, bei dem er auch unter Vertrag steht. Von diesem Zeitpunkt an stand ihr der Manager Scooter Braun zur Seite.
Beer sang für das Franchise Monster High dessen Titelsong We Are Monster High. Im Februar 2013 tauchte das Lied Valentine im Internet auf. Dieses entstand in Zusammenarbeit mit dem australischen Sänger Cody Simpson und wurde gelegentlich auf dem Sender „Radio Disney“ gespielt. Als Single wurde das Lied zwar nicht offiziell veröffentlicht, hingegen war es auf ihrem SoundCloud-Profil zu hören. Am 12. September 2013 veröffentlichte Beer ihre Debüt-Single Melodies, die vom englischen Produzenten-Team TMS gemeinsam mit Ina Wroldsen geschrieben und produziert worden war. Im offiziellen Musikvideo ist auch Justin Bieber als Gast zu sehen.

### 2014 bis 2016: Weitere Songs

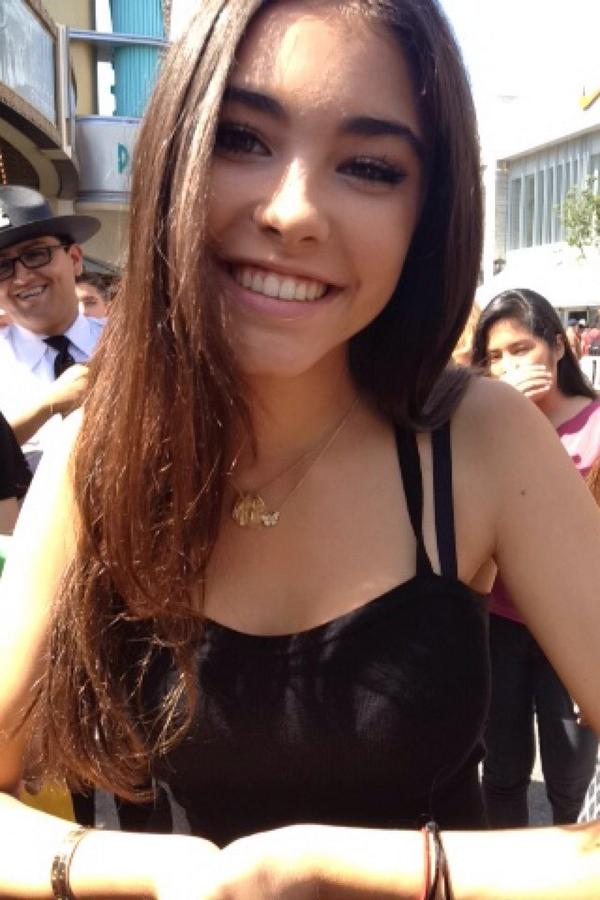
Madison Beer (2014)

Beer begann mit der Arbeit an weiterer Musik, welcher sie starken Einfluss von R&B und Pop zusprach. Sie kündigte Songs unterschiedlichster Themen, Rhythmen und Stimmungen an.
Unbreakable wurde als Single veröffentlicht. Das Lied erschien am 17. Juni 2014. Hier stand ihr ein neues Produzenten-Team beiseite. Am 6. Dezember 2014 verzeichnete Beer auf Twitter erstmals eine Million Follower. Am 16. Februar 2015 wurde bekannt gegeben, dass Beer als Sängerin einer Single des DJ-Duos Mako zu hören sein wird. Aus der Kollaboration entstand das Lied I Won’t Let You Walk Away, der am 24. Februar 2015 zusammen mit dem offiziellen Musikvideo als Single veröffentlicht wurde. Das Lied erreichte mehrere Platzierungen in den US-amerikanischen EDM- und Airplay-Charts.
Am 4. September 2015 veröffentlichte sie das Lied All for Love, das in Zusammenarbeit mit dem US-amerikanischen Pop-Rapper-Duo Jack & Jack entstand. Das gemeinsame Musikvideo folgte am 16. September 2015. Am 18. Dezember 2015 veröffentlichte Beer das Lied Something Sweet als Single. Diese erschien jedoch nicht über „Island Records“, sondern über das Plattenlabel „MB Productions“.

### 2017 bis 2019:As She PleasesundDear Society
Am 19. Mai 2017 wurde das Lied Dead als Lead-Single ihrer kommenden EP veröffentlicht, nachdem es am 12. Mai 2017 auf Beers Instagram angekündigt worden war. Für diese Single unterschrieb sie einen Vertrag beim Plattenlabel „Access Records“. Das Musikvideo wurde am 3. August 2017 veröffentlicht. Mit Say It to My Face erschien am 3. November 2017 die zweite Single-Auskopplung aus der EP. Das Musikvideo folgte am 15. November 2017.
Nach knapp drei Jahren Arbeit stellte sie Anfang 2018 ihre erste EP fertig. Unter dem Titel As She Pleases veröffentlichte sie diese am 2. Februar 2018. Nachdem sie bei I Won’t Let You Walk Away erstmals auch als Songwriterin aktiv geworden war, wurde sie auch für die EP bei mehreren Tracks des Albums als Autorin aktiv. Als Songwriter beteiligten sich auf dem Extended Play unter anderem Raye und Madison Love.
Am 11. März 2018 begann mit der As She Pleases Tour ihre erste internationale Tournee. Insgesamt trat sie in 30 Städten auf, bis am 20. Mai 2018 das Finale stattfand. Zehn Tage zuvor erschien am 10. Mai 2018 Home with You, die dritte und letzte Single-Auskopplung.
Am 14. September 2018 veröffentlichte der französische DJ und Produzent David Guetta sein siebtes Studioalbum 7, auf dem Madison Beer den Gesang des Liedes Blame It on Love beisteuerte.

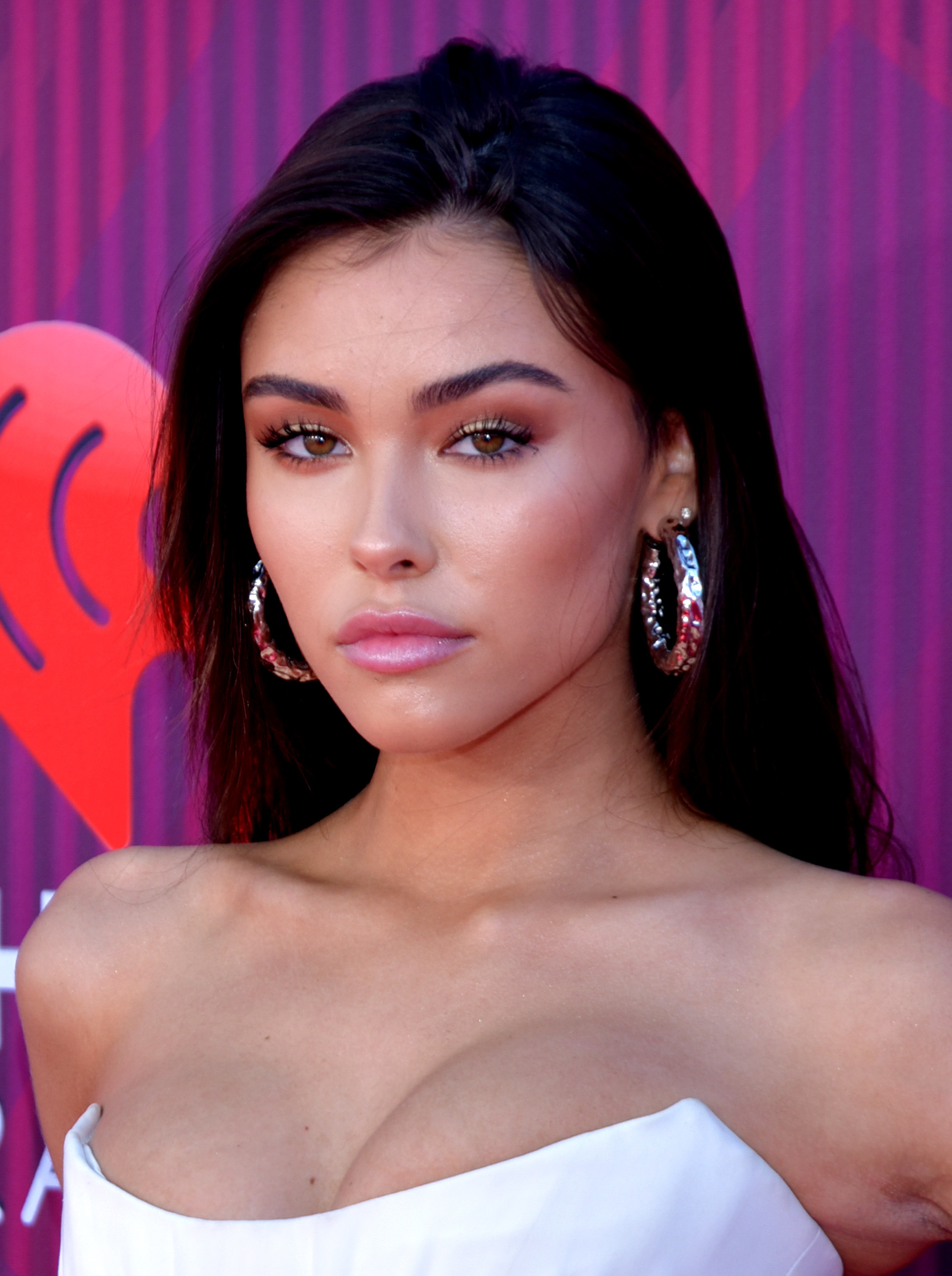
Madison Beer bei den iHeart Radio Music Awards 2019

Am 17. Mai 2019 erschien die Single Dear Society in welchem Madison den Einfluss des Internets, die sozialen Medien und die Gesellschaft kritisiert. Im August 2019 wechselte sie zu dem Plattenlabel Epic Records.

### Seit 2020: DebütalbumLife Supportund Pläne für zweites Album
Am 26. Februar 2021 erschien ihr Debütalbum Life Support, welchem die Single-Auskopplungen Good in Goodbye, Selfish, Baby und BOYSHIT vorausgingen.

## Diskografie

### Alben
- 2021: Life Support
- 2023: Silence Between Songs

### EPs
- 2017: As She Pleases

### Singles
- 2013: Melodies
- 2014: Unbreakable
- 2015: All for Love (feat. Jack & Jack)
- 2015: Something Sweet
- 2017: Dead (UK: Silber, US: Gold)
- 2017: Say It to My Face
- 2018: Home with You (UK: Silber, US: Gold)
- 2018: Hurts Like Hell (feat. Offset, US: Gold)
- 2019: Dear Society
- 2020: Good in Goodbye
- 2020: Selfish (US: Platin); Remix mit Alan Walker
- 2020: Stained Glass
- 2020: Baby
- 2020: Boyshit
- 2021: Reckless
- 2022: I Have Never Felt More Alive (from the feature film „Fall“)
- 2022: Dangerous
- 2022: Showed Me (How I Fell In Love With You)
- 2023: Home To Another One
- 2024: Make You Mine (#5 der deutschen Single-Trend-Charts am 15. März 2024[4])
- 2024: 15 MINUTES

Als Gastmusikerin
- 2013: Valentine (Cody Simpson feat. Madison Beer)
- 2013: We Are Monster High (Titeltrack für Monster High)
- 2015: I Won’t Let You Walk Away (Mako feat. Madison Beer)
- 2018: Blame It on Love (mit David Guetta; auf dem Album 7)
- 2018: Pop/Stars (als K/DA mit Soyeon und Miyeon von (G)I-DLE & Jaira Burns, US: Platin)
- 2019: All Day and Night (Jax Jones & Martin Solveig feat. Madison Beer)
- 2020: More (als K/DA mit Soyeon und Miyeon von (G)I-DLE, Jaira Burns und Lexie Liu, US: Gold)
- 2020: Villain (als K/DA mit Kim Petras)
- 2021: Carried Away (Love To Love) (Surf Mesa feat. Madison Beer)

## Auszeichnungen für Musikverkäufe
| Goldene Schallplatte - Australien - 2019: für die Single Hurts Like Hell - 2021: für die Single Home with You - 2022: für die Single Dear Society - Brasilien - 2023: für die Single Reckless - Dänemark - 2023: für die Single All Day and Night - Frankreich - 2020: für die Single All Day and Night - Italien - 2021: für die Single All Day and Night - Kanada - 2019: für die Single Home with You - 2020: für die Single All Day and Night - 2024: für die Single Baby - 2024: für die Single Good in Goodbye - Neuseeland - 2019: für die Single Dead - 2019: für die Single Home with You - 2024: für das Album As She Pleases - Portugal - 2022: für die Single All Day and Night | Platin-Schallplatte - Australien - 2021: für die Single Dead - Brasilien - 2023: für die Single Baby - 2023: für die Single Good in Goodbye - 2023: für die Single Selfish - Kanada - 2020: für die Single Hurts Like Hell - 2020: für die Single Dead - 2024: für die Single Selfish - 2024: für die Single Reckless - Norwegen - 2018: für die Single Home with You - Polen - 2024: für die Single Make You Mine 3× Platin-Schallplatte - Polen - 2021: für die Single All Day and Night |

Anmerkung: Auszeichnungen in Ländern aus den Charttabellen bzw. Chartboxen sind in ebendiesen zu finden.
| Land/RegionAuszeichnungen für Musikverkäufe (Land/Region, Auszeichnungen, Verkäufe, Quellen) | Silber     | Gold       | Platin       | Verkäufe  | Quellen              |
| -------------------------------------------------------------------------------------------- | ---------- | ---------- | ------------ | --------- | -------------------- |
| Australien (ARIA)                                                                            | —          | 3× Gold3   | Platin1      | 175.000   | aria.com.au          |
| Brasilien (PMB)                                                                              | —          | Gold1      | 3× Platin3   | 140.000   | pro-musicabr.org.br  |
| Dänemark (IFPI)                                                                              | —          | Gold1      | —            | 45.000    | ifpi.dk              |
| Deutschland (BVMI)                                                                           | —          | Gold1      | —            | 200.000   | musikindustrie.de    |
| Frankreich (SNEP)                                                                            | —          | Gold1      | —            | 100.000   | snepmusique.com      |
| Italien (FIMI)                                                                               | —          | Gold1      | —            | 35.000    | fimi.it              |
| Kanada (MC)                                                                                  | —          | 4× Gold4   | 4× Platin4   | 480.000   | musiccanada.com      |
| Neuseeland (RMNZ)                                                                            | —          | 3× Gold3   | —            | 37.500    | radioscope.co.nz NZ2 |
| Norwegen (IFPI)                                                                              | —          | —          | Platin1      | 60.000    | ifpi.no              |
| Polen (ZPAV)                                                                                 | —          | —          | 4× Platin4   | 200.000   | olis.pl              |
| Portugal (AFP)                                                                               | —          | Gold1      | —            | 5.000     | Einzelnachweise      |
| Vereinigte Staaten (RIAA)                                                                    | —          | 4× Gold4   | 2× Platin2   | 4.000.000 | riaa.com             |
| Vereinigtes Königreich (BPI)                                                                 | 4× Silber4 | —          | Platin1      | 1.400.000 | bpi.co.uk            |
| Insgesamt                                                                                    | 4× Silber4 | 20× Gold20 | 16× Platin16 |           |                      |

## Tourneen
- 2018: As She Pleases Tour
- 2021–2022: Life Support Tour
- 2024: The Spinnin Tour

## Filmografie
- 2013: Louder Than Words
- 2015: Todrick